# Márcio Matemático
Márcio José Sabino Pereira, mais conhecido como Márcio Matemático (Rio de Janeiro, 29/01/1975 - Rio de Janeiro, 11/05/2012), foi um criminoso brasileiro, conhecido por ser traficante de drogas e homicida. Foi considerado um dos bandidos mais perigosos do Rio de Janeiro até sua morte, em 2012. Deixando três (3) filhos menores de idade sem registro: Patrick Dos Santos, atualmente com 20 anos de idade (Advocacia criminal),  Maria Helena da silva, atualmente com 19 anos de idade (cursando Técnico De Enfermagem) e outro adolescente ainda não identificado.

## Biografia
Membro da facção criminosa Terceiro Comando e posteriormente de sua dissidência, o Terceiro Comando Puro, Márcio Matemático era um dos principais assessores do traficante Robinho Pinga, morto em 2007. Após a morte deste "herdou" o controle dos pontos de venda de droga.

## Morte
Márcio estava preso mas foi liberto após receber o benefício do regime semiaberto em 2009, nunca mais retornando à prisão. Finalmente, após intensa caçada policial e troca de tiros com policiais que o perseguiam num helicóptero, foi encontrado morto em um carro, horas após o cerco a seu reduto, na Zona Oeste do Rio de Janeiro. Ao morrer, Matemático era considerado um dos traficantes mais antigos da cidade, o que o fazia ser respeitado na hierarquia do crime.